# マラゲタ山
マラゲタ山（ポルトガル語、Serra da Malagueta）とは、アフリカ大陸のすぐ西の大西洋上に位置する、サンティアゴ島の北部に存在する山の1つである。

## 地理

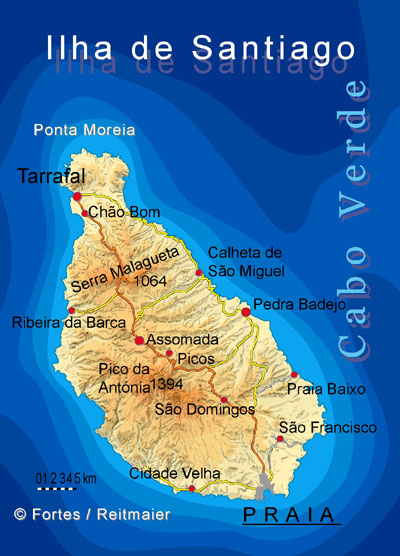
サンティアゴ島の全島地図。島の中央よりも北寄りにSerra Malaguetaと書かれている場所がマラゲタ山である。

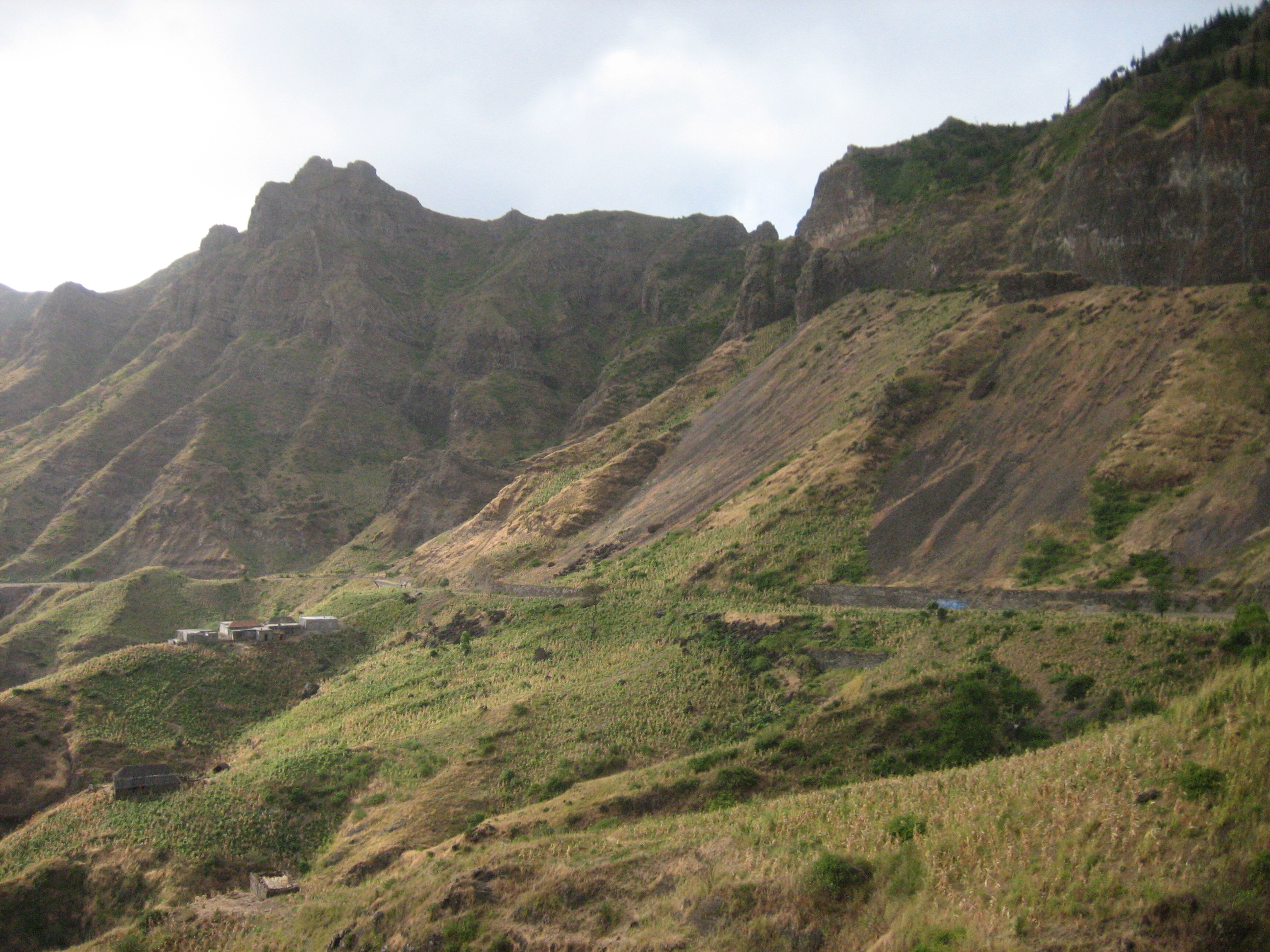
マラゲタ山。周辺は山地であり、他にも山が見て取れる。

マラゲタ山は、おおよそ北緯15度10分46秒、西経23度40分20秒付近に位置しており、この場所はカーボベルデに属している。山頂の標高は約1064 mである

。
サンティアゴ島における最高峰はアントニア山（標高1394 m）であるものの、同島内において2番目に標高の高い山が、このマラゲタ山である。なお、マラゲタ山とアントニア山は、直線距離で約15.7 km離れている

。
ちなみに、マラゲタ山周辺は保護地域とされている他

、この山は周辺3自治体の行政境界となっている。